# 마페이 스타디움 - 치타 델 트리콜로레
마페이 스타디움 - 치타 델 트리콜로레(Mapei Stadium — Città del Tricolore)는 이탈리아 레조넬에밀리아에 위치한 축구 경기장이다. 레조 아우다체와 사수올로의 홈 구장으로 사용되고 있다. 수용 인원은 21,525명이다. 
1995년에 지어졌으며, 개장 당시에는 스타디오 질리오(이탈리아어: Stadio Giglio)라는 이름을 사용했다. 2012년 3월 11일에는 경기장 이름이 스타디오 치타 델 트리콜로레(이탈리아어: Stadio Città del Tricolore)로 변경되었고, 2013년 7월 8일에는 이탈리아의 건축자재 생산 업체인 마페이(Mapei)가 경기장 스폰서 계약을 체결했다. 2016년 5월 26일에는 2015-16 UEFA 여자 챔피언스리그 결승전이 개최되었다.

## 기록

### 2019년 UEFA U-21 축구 선수권 대회
| 날짜            | 팀 1   | 스코어 | 팀 2     | 라운드 |
| --------------- | ------ | ------ | -------- | ------ |
| 2019년 6월 16일 | 폴란드 | 3 - 2  | 벨기에   | A조    |
| 2019년 6월 19일 | 스페인 | 2 - 1  | 벨기에   | A조    |
| 2019년 6월 22일 | 벨기에 | 1 - 3  | 이탈리아 | A조    |
| 2019년 6월 27일 | 스페인 | 4 - 1  | 프랑스   | 준결승 |